# Prezydenci Ambazonii
Prezydent Rządu Tymczasowego Ambazonii – funkcja powołana wśród separatystów Ambazonii, którzy roszczą sobie prawa do Regionu Północno-Zachodniego i Regionu Południowo-Zachodniego Kamerunu. Różne grupy zbrojne opowiadające się za niepodległością nie kontrolowały konsekwentnie żadnego terytorium, natomiast są zaangażowane w kampanie partyzanckie przeciwko siłom prorządowym. 
Przez cały okres istnienia funkcja ta była sprawowana na wygnaniu. Od 2019 roku prezydentura była kwestionowana, a żaden z pretendentów nie wykazał skutecznej władzy nad różnymi pro-ambazońskimi grupami zbrojnymi.

## Chronologiczna listaprezydentówAmbazonii
| #   | Prezydent               | Tenuta              | Tenuta             |
| #   | Prezydent               | Objęcie urzędu      | Opuszczenie urzędu |
| --- | ----------------------- | ------------------- | ------------------ |
| 1   | Sisiku Julius Ayuk Tabe | 1 października 2017 | 4 lutego 2018      |
| 2   | Samuel Ikome Sako       | 4 lutego 2018       | Urzędujący         |
| (1) | Sisiku Julius Ayuk Tabe | 2 maja 2019         | Urzędujący         |
| 3   | Marianta Njomia         | 22 lutego 2022      | Urzędujący         |
| 4   | Chris Anu               | 10 września 2022    | Urzędujący         |